# Batalla del mont Gargà
La batalla del mont Gargà va ser una batalla que es va donar el 72 aC al massís que els llatins anomenaven Mons Garganus (l'actual Gargano), a l'Apulia (l'actual Pulla), entre la legió romana del cònsol Luci Gel·li Publícola I i l'esclau rebel Crix, qui, malgrat haver-se rebel·lat al costat d'Espàrtac, ara estava fent la guerra per si sol. La batalla va acabar amb una victòria romana, encara que Espàrtac va vèncer després el cònsol, motiu pel qual no va poder aprofitar-se d'aquesta victòria.
Tot va començar quan el gladiador Espàrtac (el qual, segons Apià, era gladiador per haver desertat de l'exèrcit; segons Plutarc, sense cap motiu), es va revoltar a Càpua i va vèncer, el 73 aC, dos pretors romans. A la primavera del 72 aC, els esclaus fugats van abandonar els campaments d'hivern i van començar a moure's cap al nord. Llavors, el Senat va enviar un parell de legions consulars sota el comandament de Luci Gel·li Publícola i Gneu Corneli Lèntul Clodià. Per sort dels cònsols, el rebel Crix va desertar amb trenta mil homes de l'exèrcit d'Espàrtac i va decidir fer la guerra pel seu compte. Llavors, Gel·li se'n va aprofitar, va atacar Crix al Gargano i el va vèncer. No obstant això, no va poder gaudir de la seva victòria, ja que Espàrtac el va derrotar juntament amb el seu col·lega consular. Finalment, el general romà Marc Licini Cras va vèncer Espàrtac el 71 aC, vora el riu Silarus, l'actual Sele.